# Petit-Trou-de-Nippes
Petit-Trou-de-Nippes este o comună din arondismentul Anse-à-Veau, departamentul Nippes, Haiti, cu o suprafață de 153,19 km2 și o populație de 27.273 locuitori (2009).